# Calamus proridens
Calamus proridens är en fiskart som beskrevs av Jordan och Gilbert, 1884. Calamus proridens ingår i släktet Calamus och familjen havsrudefiskar. Inga underarter finns listade.